# Cerro El Viejo

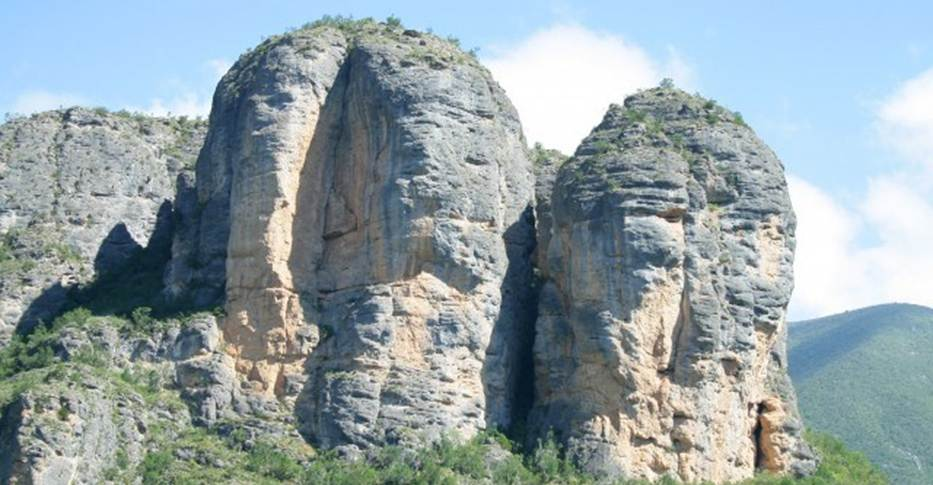
Peñón El Morro

El Cerro El Viejo; también llamado “Cerro El Morro”, es una montaña y un Área de Importancia para la Conservación de las Aves en los municipios de Zaragoza y Aramberri; Nuevo León y Hidalgo, Tamaulipas; México. La cima está a 3,520 metros sobre el nivel del mar, con una prominencia de 1,202 metros (Cumbre referencia: pico San Onofre en la Sierra Peña Nevada). La montaña forma parte de la Sierra Madre Oriental. Durante el invierno es común ver la montaña cubierta de nieve. El Cerro El Viejo está representado en el escudo municipal de Zaragoza.

## Características

### Topografía
La cima de la montaña es el pico “El Viejo”; con 3,520 m s. n. m., se encuentra en Zaragoza. El “Peñón El Morro”; llamado así por su semejanza al hocico de un animal, es una formación rocosa localizada en el lado este de la montaña; en Aramberri, y está representado en el escudo del municipio de Aramberri.

### Flora y Fauna
El Cerro El Viejo forma parte del Área de Importancia para la Conservación de las Aves Cerro del Viejo-Puerto Purificación.

## Deportes de Montaña
La prominencia de esta montaña la hace adecuada para el montañismo; aunque, por su ubicación remota no es tan popular como otras de la región.

## Historia

### La Cueva de Calixtra
Un señor que se llamaba Facundo Cruz y su mujer de nombre Calixtra habitaron una cueva en el cerro y vivieron de forma rústica durante más de 13 años a fines del siglo XX, sus 7 hijos nacieron y vivieron en la cueva, hasta que el señor falleció y la familia se fue a Aramberri a vivir como la gente normal.